# Albert Wohlstetter
Albert Wohlstetter (19 décembre 1913 - 10 janvier 1997) était un intellectuel américain, professeur à l'université de Chicago, inspirateur du néo-conservatisme et du développement des armes alternatives non nucléaires.

## Biographie
Diplômé de l'université Columbia à New York, Albert Wohlstetter travailla de 1951 à 1963 en tant que consultant puis analyste au centre de recherche de la Rand Corporation. À ce titre, il conseilla avec sa femme, Roberta Wohlstetter, de nombreux gouvernements américains, qu’ils soient démocrates ou républicains.
Wohlstetter enseigna à l'UCLA et à l'université de Californie à Berkeley. 
De 1964 à 1980, il enseigne les sciences politiques à l'université de Chicago notamment à celui qui sera son protégé, Paul Wolfowitz. Il est souvent cité en tant que maître à penser de nombreux intellectuels néo-conservateurs tels Richard Perle et Zalmay Khalilzad.
Wohlstetter est l'auteur du concept d’« équilibre de la terreur ». Cette stratégie est basée sur le fait que les gouvernements sont mutuellement neutralisés par leur capacité nucléaire. Wohlstetter propose alors l'utilisation d'armes nucléaires tactiques en liaison avec d'autres armes de précisions téléguidées et suffisamment précises pour éviter les dommages collatéraux sur les populations civiles. 
Ce faisant, il était un adversaire des traités de désarmement nucléaire signés entre l'Union soviétique et les gouvernements américains lesquels restreignaient selon lui la créativité technologique des États-Unis tout en maintenant un équilibre artificiel avec l'URSS. 
Wohlstetter est mort à Los Angeles le 10 janvier 1997 à l'âge de 83 ans.